# Pinilla de los Barruecos (kommunhuvudort)
Pinilla de los Barruecos är en kommunhuvudort i Spanien.   Den ligger i provinsen Provincia de Burgos och regionen Kastilien och Leon, i den centrala delen av landet, 170 km norr om huvudstaden Madrid. Pinilla de los Barruecos ligger 1 090 meter över havet och antalet invånare är 134.
Terrängen runt Pinilla de los Barruecos är platt åt sydost, men åt nordväst är den kuperad. Runt Pinilla de los Barruecos är det glesbefolkat, med 8 invånare per kvadratkilometer. Närmaste större samhälle är Huerta del Rey, 9,5 km söder om Pinilla de los Barruecos. I omgivningarna runt Pinilla de los Barruecos växer i huvudsak barrskog.